# Старые Балыклы
Старые Балыклы (баш. Иҫке Балыҡлы) — село в Бакалинском районе Республики Башкортостан Российской Федерации. Входит в состав Ахмановского сельсовета.

## География

### Географическое положение
Расстояние до:
- Уфы: 184 км,
- районного центра (Бакалы): 8 км,
- центра сельсовета (Ахманово): 2 км,
- ближайшей ж/д станции (Туймазы): 67 км.

Около деревни протекает река Сюнь, находится лес.

## История
В «Списке населенных мест по сведениям 1870 года», изданном в 1877 году, населённый пункт упомянут как деревня Балыклы 4-го стана Белебеевского уезда Уфимской губернии. Располагалась при речке Сюни, на просёлочной дороге из Белебея в Мензелинск, в 126 верстах от уездного города Белебея и в 20 верстах от становой квартиры в деревне Курачева. В деревне, в 107 дворах жили 741 человек (356 мужчин и 385 женщин, татары, тептяри, русские), были мечеть, училище, водяная мельница. Жители занимались пчеловодством.

## Население
| 2002 | 2009 | 2010 |
| ---- | ---- | ---- |
| 527  | ↗544 | ↘489 |

Согласно переписи 2002 года, преобладающая национальность — татары (84 %).

## Религия
В селе есть мечеть ММРО «Тимерхан», входящая в Централизованную религиозную организацию Духовное управление мусульман РБ. Проводятся праздники Ураза байрам (Ид аль-Фитр) и Курбан байрам (Ид аль-Адха).

## Известные уроженцы
Родина видного деятеля партизанского движения на Украине и в Словакии, кавалера орденов Красной Звезды и Красного Знамени Даяна Мурзина (1921 – 2012), писателей Мияссара Басырова (1930 – 1983), Захида Файзиева (1933).